# Hunting
Hunting é uma comuna francesa na região administrativa de Grande Leste, no departamento de Mosela. Estende-se por uma área de 3,78 km². Em 2010 a comuna tinha 727 habitantes (densidade: 192,3 hab./km²).